# Idioma dagaare
Dagaare es el idioma del pueblo dagaaba de Ghana, Burkina Faso y Costa de Marfil. Se ha descrito como un continuo dialectal que también incluye Waale y Birifor. El idioma dagaare varía en dialecto derivado de otros idiomas familiares que incluyen: Dagbani, Waale, Mabia, Gurene, Mampruli, Kusaal, Buli, Níger-Congo. y muchos otros subidiomas, lo que da como resultado alrededor de 3 millones de hablantes de dagaare. En todas las regiones de hablantes nativos de dagaare, el dialecto proviene de las áreas del norte, centro, oeste y sur, refiriéndose al idioma de manera diferente. Burkina Faso se refiere a Dagaare como Dagara y Birifor a los nativos de la República de Costa de Marfil. La lengua nativa todavía se conoce universalmente como Dagaare. Entre los diferentes dialectos, el estándar de Dagaare se deriva del dialecto de la región central. El Dagaare del Sur (o Waale) también proviene del idioma Dagaare y se sabe que se habla comúnmente en Wa y Kaleo.
Ethnologue divide Dagaare en tres idiomas:
- Idioma dagaare del sur/centro, que se habla principalmente en Ghana
- Idioma dagara del norte, que se habla principalmente en Burkina Faso
- Dagaari Dioula, que se habla principalmente en Burkina Faso y tiene una influencia significativa del idioma yulá, genéticamente no relacionada.

## Ortografía
| Mayúscula | Mayúscula | Mayúscula | Mayúscula | Mayúscula | Mayúscula | Mayúscula | Mayúscula | Mayúscula | Mayúscula | Mayúscula | Mayúscula | Mayúscula | Mayúscula | Mayúscula | Mayúscula | Mayúscula | Mayúscula | Mayúscula | Mayúscula | Mayúscula | Mayúscula | Mayúscula | Mayúscula | Mayúscula | Mayúscula | Mayúscula | Mayúscula | Mayúscula | Mayúscula | Mayúscula | Mayúscula | Mayúscula | Mayúscula | Mayúscula | Mayúscula | Mayúscula | Mayúscula | Mayúscula |
| --------- | --------- | --------- | --------- | --------- | --------- | --------- | --------- | --------- | --------- | --------- | --------- | --------- | --------- | --------- | --------- | --------- | --------- | --------- | --------- | --------- | --------- | --------- | --------- | --------- | --------- | --------- | --------- | --------- | --------- | --------- | --------- | --------- | --------- | --------- | --------- | --------- | --------- | --------- |
| A         | B         | Ɓ         | C         | D         | E         | Ɛ         | F         | G         | Gb        | H         | ’H        | I         | Ɩ         | J         | K         | Kp        | L         | ’L        | M         | N         | Ny        | Ŋ         | Ŋm        | O         | Ɔ         | P         | R         | S         | T         | U         | Ʋ         | V         | W         | ’W        | Y         | Ƴ         | Z         |           |
| Minúscula |           |           |           |           |           |           |           |           |           |           |           |           |           |           |           |           |           |           |           |           |           |           |           |           |           |           |           |           |           |           |           |           |           |           |           |           |           |           |
| a         | b         | ɓ         | c         | d         | e         | ɛ         | f         | g         | gb        | h         | ’h        | i         | ɩ         | j         | k         | kp        | l         | ’l        | m         | n         | ny        | ŋ         | ŋm        | o         | ɔ         | p         | r         | s         | t         | u         | ʋ         | v         | w         | ’w        | y         | ƴ         | z         |           |

Los tonos se indican mediante signos diacríticos:
- el acento grave para el tono bajo: ⟨à è ɛ̀ ì ɩ̀ ò ɔ̀ ù ʋ̀⟩  ;
- el acento agudo para el tono alto: ⟨á é ɛ́ í ɩ́ ó ɔ́ ú ʋ́⟩  ;

y sin acento para el tono medio.
La nasalización se indica mediante una virgulilla. Una vocal nasalizada en tono alto o bajo está superada por una virgulilla bajo el acento.
| Mayúsculas | Mayúsculas | Mayúsculas | Mayúsculas | Mayúsculas | Mayúsculas | Mayúsculas | Mayúsculas | Mayúsculas | Mayúsculas | Mayúsculas | Mayúsculas | Mayúsculas | Mayúsculas | Mayúsculas | Mayúsculas | Mayúsculas | Mayúsculas | Mayúsculas | Mayúsculas | Mayúsculas | Mayúsculas | Mayúsculas | Mayúsculas | Mayúsculas | Mayúsculas | Mayúsculas | Mayúsculas | Mayúsculas | Mayúsculas | Mayúsculas | Mayúsculas | Mayúsculas | Mayúsculas | Mayúsculas | Mayúsculas | Mayúsculas | Mayúsculas |
| ---------- | ---------- | ---------- | ---------- | ---------- | ---------- | ---------- | ---------- | ---------- | ---------- | ---------- | ---------- | ---------- | ---------- | ---------- | ---------- | ---------- | ---------- | ---------- | ---------- | ---------- | ---------- | ---------- | ---------- | ---------- | ---------- | ---------- | ---------- | ---------- | ---------- | ---------- | ---------- | ---------- | ---------- | ---------- | ---------- | ---------- | ---------- |
| A          | B          | D          | E          | Ɛ          | F          | G          | H          | I          | J          | K          | L          | M          | N          | O          | Ɔ          | P          | R          | S          | T          | U          | V          | W          | Y          | Z          |            |            |            |            |            |            |            |            |            |            |            |            |            |
| Minúscula  |            |            |            |            |            |            |            |            |            |            |            |            |            |            |            |            |            |            |            |            |            |            |            |            |            |            |            |            |            |            |            |            |            |            |            |            |            |
| a          | b          | d          | e          | ɛ          | f          | g          | h          | i          | j          | k          | l          | m          | n          | o          | ɔ          | p          | r          | s          | t          | u          | v          | w          | y          | z          |            |            |            |            |            |            |            |            |            |            |            |            |            |

## Fonológia
Los sonidos de consonantes y vocales en las lenguas dagaare:

### Vocales
|              | anteriores | Centrales | posteriores |
| ------------ | ---------- | --------- | ----------- |
| Cerrada      | i          |           | u           |
| Casi cerrada | ɪ          |           | ʊ           |
| Semicerrada  | e          |           | o           |
| Semiabiertas | ɛ          |           | ɔ           |
| Abiertas     |            | a         |             |

### Consonantes
|                      |              | Labiales | Alveolares | Palatales | Velares | Labio velar | Glotales |
| -------------------- | ------------ | -------- | ---------- | --------- | ------- | ----------- | -------- |
| Oclusivas/ Africadas | Sordas       | p        | t          | t͡ɕ        | k       | k͡p          | ʔ        |
| Oclusivas/ Africadas | Sonoras      | b        | d          | d͡ʑ        | ɡ       | ɡ͡b          |          |
| Fricativas           | Sordas       | f        | s          |           |         |             | h        |
| Fricativas           | Sonoras      | v        | z          |           |         |             |          |
| Fricativas           | implosivas   |          |            |           |         |             | ʼh       |
| Nasales              | plana        | m        | n          | ɲ         | ŋ       | ŋ͡m          |          |
| Nasales              | Implosivas   | ʼm       |            |           |         |             |          |
| Laterales            | plana        |          | l          |           |         |             |          |
| Laterales            | implosivas   |          | ʼl         |           |         |             |          |
| Aproximantes         | Aproximantes |          |            | j         |         | w           |          |

Los alófonos de /d, ɡ/ incluyen [r, ɣ~ɡ̆].
Las consonantes dagaare en una escala general contienen veinticinco consonantes y dos deslizamientos, también conocidos como semiconsonantes donde ciertas contrapartes pueden diferir. Como la contraparte glotal /h/, /l/ y /m/ , implosivas de Dagaare en su dialecto del norte (Burkina Faso).

## Gramática
Dagaare es un idioma tonal con un sistema de tonos de dos niveles con un tono alto descendente. El tono Dagaare tiene dos funciones básicas, a saber, una función léxica y otra gramatical. Su función léxica se refiere a diferencias en la semántica léxica, de modo que diferir en el tono pero no en la forma morfosintáctica desencadena una semántica diferente. Su función gramatical es responsable de los casos en los que diferentes marcas de tono en un segmento dan como resultado una semántica diferente de esa expresión.

#### Función léxica
Bá

„ir muy rapido“
Bà

„para arreglar el suelo“

#### Función gramatical
Ò

3.sg
kùŋ
neg.fut
gáá.
come.perf
„Él/ella no irá.“ (negative declarative sentence)
Ò
3.sg
kúŋ
neg.hort
gáá.
come.perf

„Él/ella no debería ir.“ (negative hortative sentence)

### clases de sustantivos
| Clases de sustantivos | Forma singular                 | raíz del sustantivo | Forma plural                     |
| --------------------- | ------------------------------ | ------------------- | -------------------------------- |
| Class I               | [-Vocal]                       |                     | [-bɔ']                           |
| (+human cl.)          | pɔ'ɤɔ' ('mujer')               | pɔ'g-               | pɔ'ɤíbɔ' ('mujeres')             |
| Class II              | [-Vocal]                       |                     | [-rí]                            |
| IIa                   | [-é]                           |                     | [-rí]                            |
|                       | bìé ('niño')                   | bì-                 | bíírí ('niños')                  |
| IIb                   | [-ó]                           |                     | [-rí]                            |
|                       | dùó ('cerdo')                  | dò-                 | dòrí ('cerdos')                  |
| IIc                   | [-í]                           |                     | [-rí]                            |
|                       | síɤí ('cabaña')                | síg-                | síɤrí ('cabañas')                |
| Class III             | [-í]                           |                     | [-Vocal]                         |
| IIIa                  | [-í]                           |                     | [-é]                             |
|                       | gyìlí ('xilófono')             | gyìl-               | gyìlé ('xilófonos')              |
| IIIb                  | [-í]                           |                     | [-ɔ']                            |
|                       | pɔ'lí ('camino')               | pɔ'-                | pɔ'lɔ' ('Caminos')               |
| IIIc                  | [-í]                           |                     | [-á]                             |
|                       | váálí ('basura')               | váál-               | váálá ('basurad')                |
| Class IV              | [-rʊʊ]                         |                     | [-rì]                            |
|                       | pírʊʊ ('oveja')                | pí-                 | píírì ('ovejas')                 |
| Class V               | [-∅]                           |                     | [-rí]                            |
|                       | túú ('bosque')                 | tùù-                | túúrí ('bosques')                |
| Class VI              | [-rì]                          |                     | [-Vocal]                         |
| VIa                   | [-rì]                          |                     | [-è]                             |
|                       | bírì ('semilla')               | bí-                 | bíè ('semillas')                 |
| VIb                   | [-rí]                          |                     | [-ó]                             |
|                       | tóórí ('oreja')                | tóó-                | tòbó ('orejas')                  |
| VIc                   | [-rí]                          |                     | [-á]                             |
|                       | yàgrí ('mejilla')              | yàg-                | yàɤá ('mejillas')                |
| Class VII             | Nasal+Vocal                    |                     | Nasal+Vocal                      |
| VIIa                  | [-ní]                          |                     | [-mà]                            |
|                       | gání ('libro')                 | gán-                | gámà ('libros')                  |
| VIIb                  | [-mʊ]                          |                     | [-má]                            |
|                       | táamʊ ('arco')                 | tàn-                | támá ('arcos')                   |
| VIIc                  | [-ŋé]                          |                     | [-ní]                            |
|                       | bìŋé ('bolígrafo')             | bìŋ-                | bìnní ('bolígrafos')             |
| VIId                  | [-ŋó]                          |                     | [-ní]                            |
|                       | bòŋó ('burro')                 | bòŋ-                | bònní ('burros')                 |
| VIIe                  | [-∅]                           |                     | [-nɛɛ]                           |
| -count plurals        | dɑ̃ɑ̃' ('pito')                  | dɑ̃ɑ̃'-               | dɑ̃ɑ̃'nɛɛ ('pitos')                |
| Class VIII            | [-áá]                          |                     | [-í]                             |
|                       | gbíŋgbíláá ('lugar de secado') | gbígbíl-            | gbíŋgbíllí ('lugares de secado') |
| Class IX              | [-ù]                           |                     | (no plural)                      |
| (derived n.)          | Dúóù ('escalada')              | dó-                 |                                  |
| Class X               | (no singular)                  |                     | [-úŋ]                            |
|                       |                                | bùùl-               | búúlúŋ ('papilla')               |

### Pronombres

#### Pronombres personales
En Dagaare, los pronombres personales no presentan diferencias de género.  Para los pronombres sujetos, existe una distinción entre pronombres personales fuertes y débiles.  Además, existe una distinción entre formas animadas y inanimadas para los pronombres de tercera persona del plural. 
|             | Sujecto (Nom) |              | Objecto (Acc) |
| ----------- | ------------- | ------------ | ------------- |
|             | Forma débil   | Forma fuerte |               |
| (humano)    |               |              |               |
| 1st SG      | n             | maa          | ma            |
| 2nd SG      | fo            | foo          | fo            |
| 3rd SG      | o             | onɔ          | o             |
| 1st PL      | te            | tenee        | te            |
| 2nd PL      | yɛ            | yɛnee        | yɛ            |
| 3rd PL      | ba            | bana         | ba            |
| (inanimado) |               |              |               |
| 3rd PL      | a             | ana          | a             |

#### Pronombres reflexivos
La flexividad se expresa mediante las palabras mengɛ o mengɛ tɔr en singular y menne o menne tɔr en plural después de cualquier pronombre personal.
| Pronombres reflexivos débiles             | Pronombres reflexivos fuertes                |
| ----------------------------------------- | -------------------------------------------- |
| n mengɛ (tɔr) ('mí mismo')                | maa mengɛ ('yo, yo mismo')                   |
| fo mengɛ (tɔr) ('tú mismo')               | foo mengɛ ('tú mismo')                       |
| o mengɛ (tɔr) ('él/ella misma')           | onɔ mengɛ ('él/ella')                        |
| te menne (tɔr) ('nosotros mismos')        | tenee menne ('nosotros mismos')              |
| yɛ menne (tɔr) ('ustedes mismos')         | yɛnee menne ('ustedes mismos')               |
| ba menne (tɔr) ('ellos mismos')           | bana menne ('Ellos mismos')                  |
| a menne (tɔr) ('ellos mismos', inanimado) | ana menne ('ellos, ellos mismos', inanimado) |

#### Pronombres reciprocos
Los pronombres recíprocos en Dagaare constan de las formas tɔ, tɔ soba, taa y taaba.  La forma más común es "taa".

#### Pronombres relativos
No hay distinción entre pronombres relativos humanos y no humanos en Dagaare.  Para ambos, el pronombre relativo es nang.

#### Pronombres interrogativos
Los pronombres interrogativos están formados por una raíz como [bo-] ('qué, cuál') que se combina con un sufijo.  Las raíces de los pronombres interrogativos en Dagaare incluyen también [yeŋ-] ('dónde'), [ʔaŋ-] ('quién') y [wʊla-] ('cuántos').
| Dagaare       | Español                   |
| ------------- | ------------------------- |
| bong, boluu   | que                       |
| boo           | cuál, cuál de ellos       |
| baboo, babobo | cuál de ellos (animado)   |
| aboo, abobo   | cuál de ellos (inanimado) |
| ang           | quien (humano, singular)  |
| ang mine      | quien (humano, plural)    |

#### Pronombres posesivos
La posesión se expresa con las palabras toɔr y den en singular y deme en plural, que significa "propio", combinadas con cualquier pronombre personal.
| Dagaare            | Español                              |
| ------------------ | ------------------------------------ |
| n toɔr, den, deme  | mío, me pertenece                    |
| fo toɔr, den, deme | tuyo, te pertenece                   |
| o toɔr, den, deme  | el suyo, es suyo                     |
| te toɔr, den, deme | nuestro, nos pertenece               |
| yɛ toɔr, den, deme | tuyo, te pertenece                   |
| ba toɔr, den, deme | los suyos, les pertenece (animado)   |
| a toɔr, den, deme  | los suyos, les pertenece (inanimado) |

#### Pronombres demostrativos
De manera similar a los pronombres personales, existe una distinción entre animado e inanimado para los pronombres de tercera persona del plural.
| Dagaare | Español                 |
| ------- | ----------------------- |
| nyɛ     | esto (uno)              |
| onɔng   | que (uno)               |
| banang  | esos (unos) (animado)   |
| anang   | esos (unos) (inanimado) |
| lɛ      | así (uno)               |
| nyɛɛ    | me gusta esto (uno)     |

#### pronombres indefinidos
Dagaare no parece tener pronombres indefinidos y más bien combina un sustantivo como "persona" o "cuerpo" con el elemento kang para expresar indefinidos como "alguien" o "alguien".